# Natri hypochlorit
Natri hypoclorit là một hợp chất hóa học có công thức NaOCl hoặc NaClO, bao gồm một cation natri (Na+
) và một anion Hypoclorit (OCl−
 hoặc ClO−
). Nó cũng có thể được xem như là natri muối của axit hypoclorơ. Hợp chất khan không ổn định và có thể bị phân hủy gây nổ. Nó có thể được kết tinh dưới dạng NaClO·5H2O, chất rắn màu vàng lục nhạt không nổ và ổn định nếu được giữ lạnh. Natri hypoclorit thường gặp nhất là dung dịch loãng màu vàng lục nhạt thường được gọi là chất tẩy trắng, một hóa chất gia dụng được sử dụng rộng rãi (từ thế kỷ 18) như một chất khử trùng. Các hợp chất trong dung dịch không ổn định và dễ dàng phân hủy, giải phóng clo. Thật vậy, natri hypoclorit là chất tẩy trắng gốc clo lâu đời nhất và vẫn quan trọng nhất. Mặc dù natri hypoclorit không độc hại, nhưng do tính khả dụng, tính ăn mòn và các sản phẩm phản ứng phổ biến của nó làm cho nó có nguy cơ mất an toàn đáng kể. Cụ thể, trộn chất tẩy lỏng với các sản phẩm tẩy rửa khác, như axit hoặc amonia, có thể tạo ra khói độc.

## Sản xuất

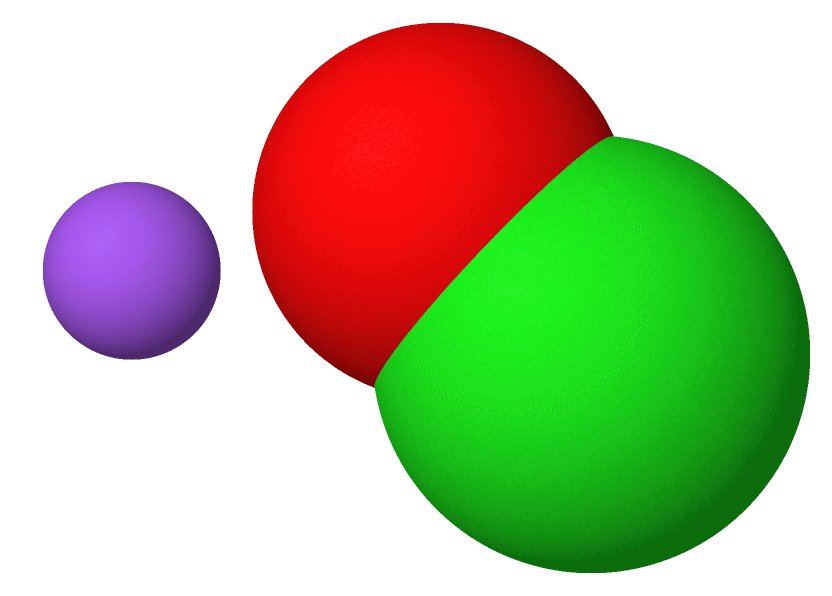
Phân tử natri hypoclorit

Hypoclorit được sản xuất lần đầu vào năm 1789 bởi Claude Louis Berthollet trong phòng thí nghiệm của ông trên bến cảng Javel ở Paris, Pháp bằng cách dẫn khí clo vào dung dịch natri cacbonat. Chất lỏng thu được, được biết là "Eau de Javel" ("nước Javel"), là một dung dịch natri hypoclorit yếu. Tuy nhiên phương pháp này không hiệu quả và cách sản xuất thay thế được tìm kiếm. Cách mới là chiết vôi được khử bằng clo (bột tẩy) với natri cacbonat tạo ra lượng nhỏ clo có thể tìm thấy. Cách này thông thường được dùng để sản xuất dung dịch hypoclorit để dùng như là chất khử trùng trong bệnh viện được bán với tên thương mại "Eusol" và "dung dịch Dakin".
Đến gần cuối thế kỉ 19, E. S. Smith lấy được bằng sáng chế sản xuất hypoclorit bằng cách thủy phân nước biển để tạo ra natri hydroxide và khí clo rồi sau đó trộn với nhau tạo thành dạng hypoclorit. Cả điện năng và nước biển đều có thể cung cấp với giá rẻ cùng một lúc và những thương nhân mạnh dạn đã nắm được lợi thế để làm thoả mãn sự đòi hỏi của thị trường về hypoclorit. Dung dịch hypoclorit đóng chai được bán với nhiều tên thương mại khác nhau; cái nhãn sớm nhất sản xuất bằng cách này là Parozone.
Ngày nay, một phương pháp cải tiến của cách trên, được biết là phương pháp Hooker, là cách sản xuất natri hypoclorit theo hướng công nghiệp ở mức độ rộng rãi. Theo phương pháp này natri hypoclorit (NaClO) và natri chloride (NaCl) được tạo ra khi dẫn khí clo vào dung dịch natri hydroxide nguội loãng. Nó được chuẩn bị về mặt công nghiệp bằng cách điện phân có màng ngăn nhỏ giữa anôt và catôt. Dung dịch phải giữ ở nhiệt độ dưới 40 °C (bằng những cuộn dây làm lạnh) để ngừa sự hình thành natri clorat không mong muốn.
Cl2 + 2NaOH → NaCl + NaClO + H2O
Natri hydroxide và clo được sản xuất về mặt thương mại bằng quá trình chloralkali, và không cần cách ly chúng để điều chế natri hypoclorit.
Do đó clo được giảm thiểu và oxy hóa đồng thời.
Dung dịch thương mại luôn luôn chứa một lượng đáng kể natri chloride (muối ăn) như một phụ phẩm chính, như ở phương trình trên.

## Hóa học

### Độ ổn định của chất rắn
Natri hypoclorit khan là một chất rắn màu trắng, có cấu trúc tinh thể trực thoi. Tuy nhiên, nó rất không ổn định và phân hủy nổ khi tiếp xúc với nhiệt hoặc ma sát. Sự phân hủy này còn được đẩy nhanh bởi carbon dioxide trong khí quyển.
Natri hypoclorit có thể tồn tại dưới dạng tinh thể ngậm nước NaOCl·5H₂O. Dạng này không nổ và ổn định hơn nhiều so với dạng khan.  Công thức của dạng tinh thể ngậm nước đôi khi được viết là 2NaOCl·10H₂O. Natri hypoclorit pentahydrat là một chất rắn màu vàng lục nhạt, có cấu trúc tinh thể trực thoi.  Độ dài liên kết Cl-O trong hợp chất này là 1,686 Å. Natri hypoclorit pentahydrat nóng chảy ở 25-27 °C và phân hủy nhanh chóng ở nhiệt độ phòng. Do đó, nó phải được bảo quản trong tủ lạnh. Tuy nhiên, ở nhiệt độ thấp hơn, natri hypoclorit pentahydrat khá ổn định, chỉ phân hủy 1% sau 360 ngày ở 7 °C.
Một bằng sáng chế của Mỹ năm 1966 đã mô tả một phương pháp để thu được natri hypoclorit dihydrat NaOCl·2H₂O rắn ổn định. Phương pháp này bao gồm việc loại bỏ cẩn thận ion clorua (Cl⁻) khỏi sản phẩm đầu ra của các quy trình sản xuất thông thường. Ion clorua được cho là xúc tác cho sự phân hủy của hypoclorit thành clorat (ClO₃⁻) và clorua. Trong một thử nghiệm, dihydrat được cho là chỉ phân hủy 6% sau 13,5 tháng bảo quản ở −25 °C. Điều này cho thấy dihydrat có độ ổn định cao hơn nhiều so với hypoclorit dạng khan, vốn có thể phân hủy hoàn toàn trong vòng vài ngày ở nhiệt độ phòng. Bằng sáng chế cũng tuyên bố rằng dihydrat có thể được giảm thành dạng khan bằng cách sấy chân không ở khoảng 50 °C. Chất rắn khan thu được có độ ổn định cao hơn nữa, không phân hủy sau 64 giờ ở −25 °C.

### Trung hòa
Sodium thiosulfate là một chất trung hòa clo hiệu quả. Rửa tay với dung dịch 5 mg/L sodium thiosulfate, sau đó rửa lại với xà phòng và nước sẽ loại bỏ mùi clo trên tay.

### Các phản ứng
Natri hypoclorit phản ứng với kim loại từ từ, ví dụ kẽm, để sản xuất oxit kim loại hay hydroxide:
NaClO + Zn → ZnO + NaCl
Nó tác dụng với axit clohydric để giải phóng khí clo:
NaClO + 2HCl → Cl2 + H2O + NaCl
Nó phản ứng với các axit khác, như axit axetic, để tạo ra axit hypoclorơ:
NaClO + CH3COOH → HClO + CH3COONa
Nó phân hủy khi đun nóng hoặc bay hơi thành natri clorat và natri chloride:
3NaClO → NaClO3 + 2NaCl

## Sử dụng

### Chất tẩy
Nước tẩy gia dụng thường là dung dịch natri hypoclorit có nồng độ từ 3-8%. Natri hydroxit được thêm vào với nồng độ 0,01-0,05% để làm chậm quá trình phân hủy natri hypoclorit thành natri clorua và natri clorat.

### Khử mùi
Natri hypochlorite có đặc tính khử mùi, đi đôi với đặc tính làm sạch.

### Trung hòa tác nhân thần kinh
Tại các cơ sở tiêu hủy chất độc thần kinh (khí thần kinh chiến tranh hóa học) ở Hoa Kỳ, natri hypoclorit 0,5-2,5% được sử dụng để khử trùng tất cả thiết bị bảo hộ cá nhân (PPE) sau khi nhân viên tiếp xúc với khu vực độc hại. Natri hypoclorit cũng được sử dụng để vô hiệu hóa bất kỳ sự giải phóng ngẫu nhiên nào của chất độc thần kinh trong các khu vực này. Nồng độ natri hypoclorit thấp hơn được sử dụng trong hệ thống xử lý ô nhiễm để ngăn không cho chất độc thần kinh xâm nhập vào khí thải lò đốt.

### Giảm tổn thương da
Ngâm tắm với nước tẩy loãng có thể giúp điều trị eczema từ mức độ trung bình đến nặng. Cơ chế hoạt động của phương pháp này vẫn chưa được hiểu rõ, nhưng có thể là do nước tẩy có tác dụng kháng khuẩn và chống viêm. Một nghiên cứu mới được công bố bởi các nhà nghiên cứu tại Trường Y Stanford cho thấy dung dịch natri hypoclorit rất loãng (0,005%) trong nước có thể giúp điều trị tổn thương da do nhiều nguyên nhân, bao gồm xạ trị, tiếp xúc quá nhiều với ánh nắng mặt trời và lão hóa.

### Chất tẩy uế
Dung dịch loãng 1% chất tẩy gia dụng trong nước ấm được dùng để làm vệ sinh những bề mặt phẳng trước khi ủ bia hoặc rượu vang. Bề mặt này sau đó phải được rửa sạch để tránh gây mùi cho việc ủ; những phụ phẩm tạo ra khi khử trùng với clo của những bề mặt trên còn gây hại.
Quy định của Chính phủ Mỹ (21 CFR Part 178) thiết bị chế biến thực phẩm và thực phẩm tiếp xúc với bề mặt được làm vệ sinh với dung dịch chứa chất tẩy được cho vào dung dịch thì được cho phép để thoát đi tương ứng trước khi tiếp xúc với thức ăn, và hàm lượng clo trong dung dịch không được vượt quá 200 phần triệu (ppm) (ví dụ, một muỗng súp chất tẩy chuẩn chứa 5,25% natri hypoclorit trên một gallon nước). Nếu nồng độ cao hơn, bề mặt phải được rửa sạch với nước uống sau khi làm vệ sinh.
Dung dịch chất tẩy gia dụng loãng (1 phần chất tẩy: 4 phần nước) có hiệu quả đối với nhiều vi khuẩn và virus, và thường là sự lựa chọn chất tẩy trùng phổ biến nhất cho việc làm vệ sinh trong các bệnh viện (chủ yếu ở Mỹ). Dung dịch này là chất ăn mòn và cần phải được dọn sạch sau đó, cho nên chất tẩy trùng bằng chất tẩy thường đi cùng với chất tẩy trùng bằng ethanol. Thậm chí ở mức độ khoa học, những dung dịch tẩy trùng sản xuất theo quy trình thương mại như Virocidin-X thường có natri hypoclorit như là thành phần hoạt động duy nhất, mặc dù chúng thường chứa các chất hoạt động bề mặt (để ngừa đọng lại thành giọt) và hương thơm (để che mùi thuốc tẩy).

### Xử lý nước
Để khử trùng giếng hoặc các hệ thống nước, một dung dịch chất tẩy 3% được sử dụng. Cho những hệ thống lớn hơn, natri hypoclorit thì thiết thực hơn vì tỉ lệ thấp hơn được dùng. Tính kiềm của dung dịch natri hypoclorit còn gây ra sự kết tủa của các khoáng chất như calci cacbonat, cho nên việc khử trùng thường đi cùng với những tác động cản trở. Sự kết tủa còn bảo vệ vi khuẩn, làm cho cách này có phần giảm hiệu quả đôi chút.
Natri hypoclorit đã và đang được dùng để khử trùng nước uống. Một dung dịch cô cạn tương đương khoảng 1 lít chất tẩy gia dụng trên 4000 lít nước được dùng. Khối lượng chính xác phụ thuộc vào tính chất hoá học về nước, nhiệt độ, thời gian tiếp xúc, và sự có mặt hay vắng mặt của chắt cặn. Cho việc ứng dụng rộng rãi, clo dư được tính toán để xác định liều dùng đúng. Cho việc khử trùng khẩn cấp, Cơ quan Bảo vệ môi trường Hoa Kỳ khuyến khích sử dụng 2 mL dung dịch chất tẩy 5% cho 1 lít nước. Nếu không có mùi chất tẩy trong nước được xử lý, 2 giọt nữa được thêm vào.
Việc dùng các chất tẩy trùng có nguồn gốc clo trong hệ thống nước gia đình, dù rộng rãi, đã bắt nguồn cho một số tranh cãi vì sự hình thành một khối lượng nhỏ các chất phụ phẩm có hại như cloroform.
Dung dịch natri hypoclorit có tính kiềm (pH 11) được dùng để xử lý nước thải loãng chứa xyanua (< 1 g/L), ví dụ nước xả từ cửa hàng mạ điện. Trong đợt xử lý, natri hypoclorit được dùng để xử lý nước thải chứa xyanua cô đặc hơn, như dung dịch mạ điện bạc xyanua. Dung dịch pha trộn tốt được xử lý đầy đủ khi một lương thừa clo được phát hiện.

### Giải phẫu bên trong răng
Natri hypoclorit bây giờ được dùng trong giải phẫu bên trong răng trong suốt thời gian xử lý đường tuỷ răng. Nó là dược phẩm của sự lựa chọn vì hoạt động hiệu quả của nó trước sinh vật gây bệnh về tuỷ răng. Về mặt lịch sử, dung dịch Henry Drysdale Dakin 0,5% đã từng được dùng. Nồng độ sử dụng trong giải phẫu bên trong răng ngày nay biến đọng trong khoảng 0,5 đến 5,25%. Ở nồng độ thấp nó sẽ hoà tan chủ yếu trong tế bào chết; trái lại ở nồng độ cao hơn sự hoà tan trong tế bào của nó sẽ tốt hơn nhưng nó còn tan trong tế bào sống, một tác dụng hoàn toàn không mong muốn. Nó được thể hiện các tác dụng y khoa nhưng không gia tăng chắc chắn cho đến khi nồng độ của nó đạt 1%..

### Oxy hóa
Chất tẩy gia dụng với một chất xúc tác dời pha (phase-transfer catalyst) đã được báo cáo là oxy hóa rượu thành hợp chất lên hệ carbonyl.

## Đóng gói và bán hàng

Nước tẩy gia dụng, chứa 2,6% natri hypoclorit.

Nước tẩy gia dụng là dung dịch natri hypoclorit có nồng độ từ 3% đến 8%. Nồng độ natri hypoclorit càng cao thì nước tẩy càng mạnh và càng hiệu quả hơn trong việc tẩy trắng và diệt khuẩn. Tuy nhiên, nước tẩy gia dụng cũng có thể bị phân hủy theo thời gian, đặc biệt là khi tiếp xúc với ánh sáng và nhiệt. Để kéo dài tuổi thọ của nước tẩy gia dụng, người ta thường thêm natri hydroxit vào. Natri hydroxit giúp ổn định natri hypoclorit và làm chậm quá trình phân hủy.
Sản phẩm tẩy rêu đen trên sân vườn dùng trong gia đình thường là dung dịch natri hypoclorit có nồng độ khoảng 10%. Dung dịch này có tên gọi khác nhau, tùy thuộc vào nhà sản xuất, như nước tẩy, Hypo, Everchlor, Chloros, Hispec, Bridos, Bleacol, hoặc Vo-redox 9110.
Natri hypoclorit là một chất khử trùng mạnh được sử dụng trong nhiều ứng dụng khác nhau, bao gồm khử trùng nước. Trong hệ thống cấp nước, dung dịch natri hypoclorit 12% thường được sử dụng. Ở các nhà máy xử lý nước thải, dung dịch 15% được sử dụng phổ biến hơn. Ngoài ra, natri hypoclorit còn có thể được sử dụng để khử trùng nước uống tại điểm sử dụng, với liều lượng 0,2–2 mg natri hypoclorit trên một lít nước.
Dung dịch loãng (50 ppm đến 1,5%) có thể tìm thấy trong các loại bình xịt khử trùng và khăn lau dùng cho bề mặt cứng.

## Tác động môi trường
Dung dịch natri hypoclorit có tác dụng diệt khuẩn mạnh, nhưng tác động môi trường của nó lại hạn chế. Lý do là ion hypochlorite, thành phần chính của dung dịch này, phân hủy nhanh chóng trước khi kịp bị hấp thụ bởi sinh vật.
Natri hypoclorit là một chất tẩy rửa phổ biến, nhưng nó có thể tạo ra các hợp chất hữu cơ clo hóa, một số trong đó là chất gây ung thư. Các hợp chất này có thể được hình thành trong quá trình bảo quản, sử dụng trong gia đình và sử dụng trong công nghiệp. Ví dụ, khi trộn thuốc tẩy gia dụng và nước thải, 1-2% clo có sẵn sẽ tạo thành các hợp chất hữu cơ. Tính đến năm 1994, không phải tất cả các sản phẩm phụ đều được xác định, nhưng các hợp chất được xác định bao gồm chloroform và carbon tetrachloride. Mức độ phơi nhiễm với các hóa chất này khi sử dụng được ước tính là nằm trong giới hạn phơi nhiễm nghề nghiệp.

## An toàn
Natri hypoclorit là một chất oxy hóa mạnh. Sản phẩm của phản ứng oxy hóa là một chất ăn mòn. Dung dịch này làm bỏng da và hủy hoại mắt, đặc biệt khi ở dạng cô đặc. Tuy nhiên, theo sự công nhận của NFPA, chỉ những dung dịch hypoclorit nồng độ 40% trở lên mới được coi là một chất oxy hóa nguy hiểm. Dung dịch có nồng độ dưới 40% được xếp là một chất oxy hóa có mức độ nguy hiểm trung bình (NFPA 430, 2000).
Nước uống khử trùng bằng clo có thể oxy hóa những chất hữu cơ gây nguy hiểm, tạo ra trihalogenomethan (còn gọi là halogenoform), một chất gây ung thư.
Chất tẩy gia dụng và dung dịch khử trùng hồ bơi được làm cân bằng đặc trưng bởi dung dịch kiềm đáng kể (xút ăn da, NaOH) như là một phần của các phản ứng sản xuất. Sự tiếp xúc với da sẽ tạo ra những kích thích ăn da hoặc làm bỏng do sự rút mỡ và xà phòng hoà dầu nhờn trên da cùng với sự phá hủy tế bào. Cảm giác trơn của chất tẩy trên da là do quá trình này.
Natri thiosunfat (hypo) là chất trung hoà clo hiệu quả. Rửa với dung dịch natri thiosunfat nồng độ 5 mg/L, sau đó giặt với xà phòng và nước, như vậy đã nhanh chóng loại bỏ dấu vết của clo trên tay.
Hỗn hợp chất tẩy cùng với một số chất tẩy gia dụng khác có thể gây nguy hiểm. Ví dụ, hỗn hợp chất tẩy axit với chất tẩy natri hypoclorit tạo ra khí clo. Hỗn hợp với dung dịch amonia (bao gồm nước tiểu) tạo ra cloramin.
NH4OH + NaOCl → NaOH + NH2Cl + H2O
Cả khí clo và khí cloramin đều độc. Chất tẩy có thể phản ứng mãnh liệt với oxy già và tạo ra khí oxy::
H2O2 + NaOCl → NaCl + H2O + O2
Thống kê rằng có khoảng 3300 vụ tai nạn cần giúp đỡ về y tế gây ra bởi natri hypoclorit mỗi năm tại các hộ gia đình ở Anh (RoSPA, 2002).
Một nghiên cứu toàn châu Âu gần đây chỉ ra rằng natri hypoclorit và các hợp chất hữu cơ khác (chất hoạt động bề mặt, chất thơm) chứa nhiều sản phẩm tẩy rửa gia dụng có thể tác dụng với nhau để tạo ra những hợp chất chứa clo dễ bay hơi (VOCs). Những hợp chất chứa clo này được toả ra trong suốt những ứng dụng tẩy rửa, một vài trong số chúng thì độc và có thể gây ung thư cho người. Cuộc nghiên cứu này còn chỉ ra sự tập hợp không khí ở trong nhà gia tăng đáng kể (8–52 lần cloroform và 1–1170 lần cacbon tetrachloride, đều vượt mức quy định ở trong nhà) khi sử dụng các sản phẩm có chứa chất tẩy. Sự gia tăng tập trung các chất hữu cơ chứa clo dễ bay hơi thấp nhất đối với các loại chất tẩy bình thường và cao nhất đối với loại "chất lỏng đặc và gel". Sự gia tăng đáng kể các chất loại VOCs trong không khí bên trong nhà (đặc biệt là cacbon tetrachloride và cloroform) cho thấy sử dụng chất tẩy có thể là nguồn mà có lẽ là quan trọng trong thời kì phơi bày hít vào của hợp chất này. Trong khi các tác giả đề nghị dùng những sản phẩm tẩy rửa này có thể gia tăng đáng kể nguy cơ ung thư , phần kết luận vẫn có tính giả thuyết:
- Nguồn cho mức độ cao nhất của sự tập trung cacbon tetrachloride (có vẻ là quan tâm nhất) là 459 μg/m³, tương đương 0,073 ppm (phần triệu) hay 73 ppb (phần tỉ). OSHA cho phép mức trung bình khối lượng thời gian là 10 ppm cho một khoảng 8 giờ [41], cao hơn khoảng 140 lần.
- Mức tập trung cao nhất cho phép của OSHA (5 phút phơi nhiễm trên 5 phút trong khoảng thời gian 4 giờ) là 220 ppm [41], gấp hai lần so với mức cao nhất được báo cáo (từ khoảng cách chứa thêm của một chai của một vật mẫu chất tẩy).

Những nghiên cứu xa hơn về cách dùng những sản phẩm này và các lộ trình có thể khác có thể chỉ thêm khững rắc rối khác nữa. Dù các tác giả trích dẫn sự phá hoại tầng ôzôn gây hiệu ứng nhà kính do những khí này, lượng chỉ rất ít thôi, tạo ra như quy định, nên giảm thiểu sự đóng góp liên quan đến các nguồn khác.

### Hạn chế trong chăm sóc sức khỏe
Tháng 10 năm 2008, Viện nghiên cứu Y tế và Chăm sóc Quốc gia Anh (NICE) đã khuyến cáo rằng dung dịch Dakin không nên được sử dụng trong việc chăm sóc vết thương thông thường.